# Vale de São Domingos
Vale de São Domingos est une municipalité brésilienne située dans l'État du Mato Grosso.